# Герасимов, Владимир Петрович
Владимир Петрович Герасимов (род. 7 мая 1955, Уфа) — советский хоккеист, нападающий. Мастер спорта СССР. Тренер.

## Биография
Воспитанник СК им. Салавата Юлаева (Уфа), за команду играл в 12 сезонах (1971/72 — 1973/74, 1975/76 — 1982/83, 1986/87). Выступал также за СКА Куйбышев (1973/74 — 1975/76) и «Авангард» Уфа (1982/83, 1985/86 — 1987/88).
Тренер в «Авангарде» (1990/91). Тренер в школе «Салавата Юлаева» (2002—2004, 2009—2012, 2016—2023). Тренер в сборной России 1988 г. р. Главный тренер (2005/06 — 2006/07), тренер (2007/08 — 2008/09) команды «Салават Юлаев-2». Главный тренер команды МХЛ-Б «Горняк» Учалы (2013/14 — 2014/15).